# Aquarius (album de Haken)
Pour les articles homonymes, voir Aquarius.
Albums de Haken
Visions
(2011)
Aquarius est le premier album studio du groupe britannique de metal progressif Haken, sorti le 30 mars 2010 sous le label InsideOut Music.

## Liste des titres
| 1.    | The Point of No Return | 11:26 |
| 2.    | Streams                | 10:14 |
| 3.    | Aquarium               | 10:39 |
| 4.    | Eternal Rain           | 6:42  |
| 5.    | Drowning in the Flood  | 9:28  |
| 6.    | Sun                    | 7:19  |
| 7.    | Celestial Elixir       | 16:56 |
| 72:44 |                        |       |